# Marina Bay Sands

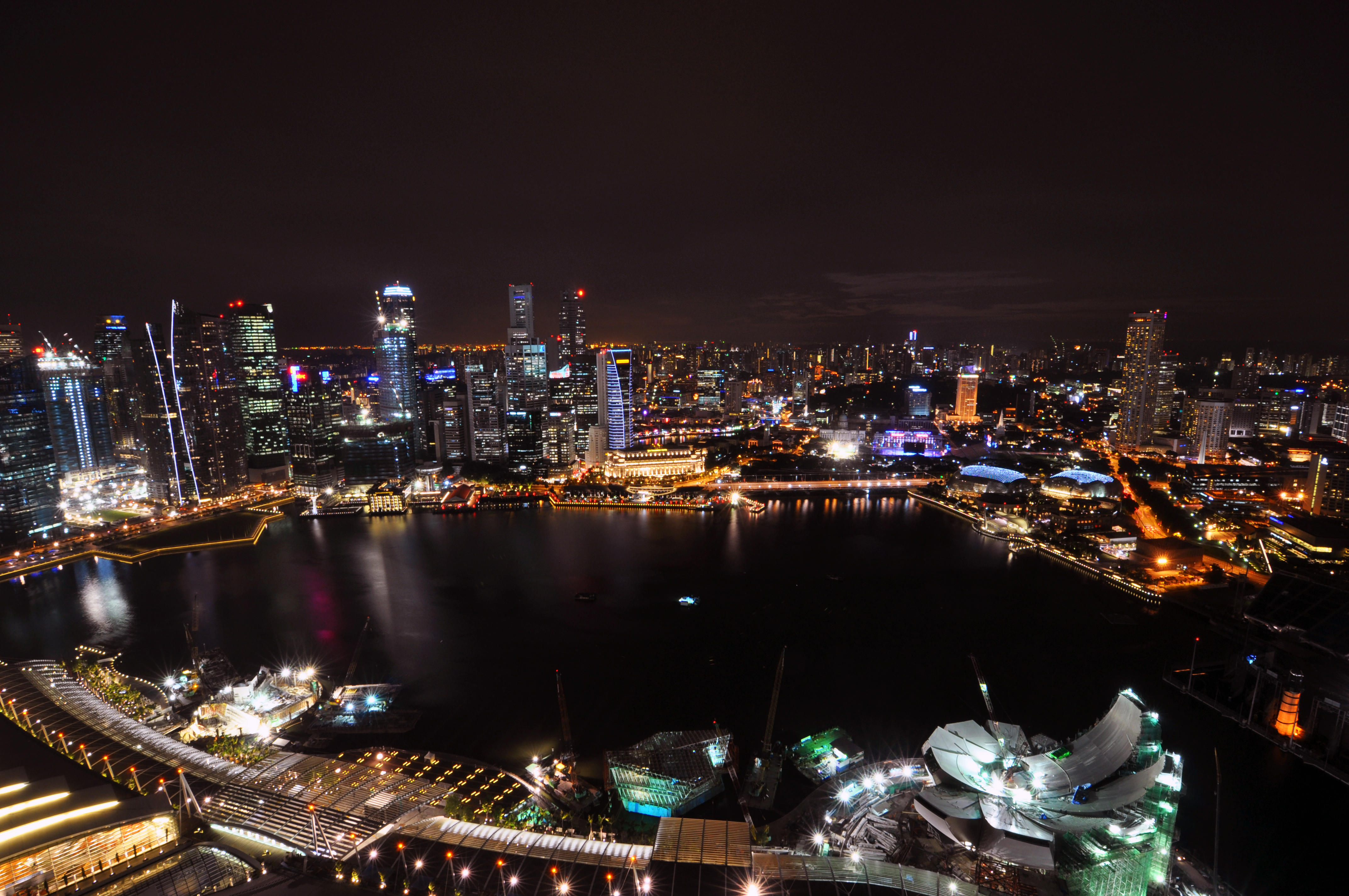
Vista del skyline del distrito financiero, Palacio del Ayuntamiento y Esplanade desde el SkyPark

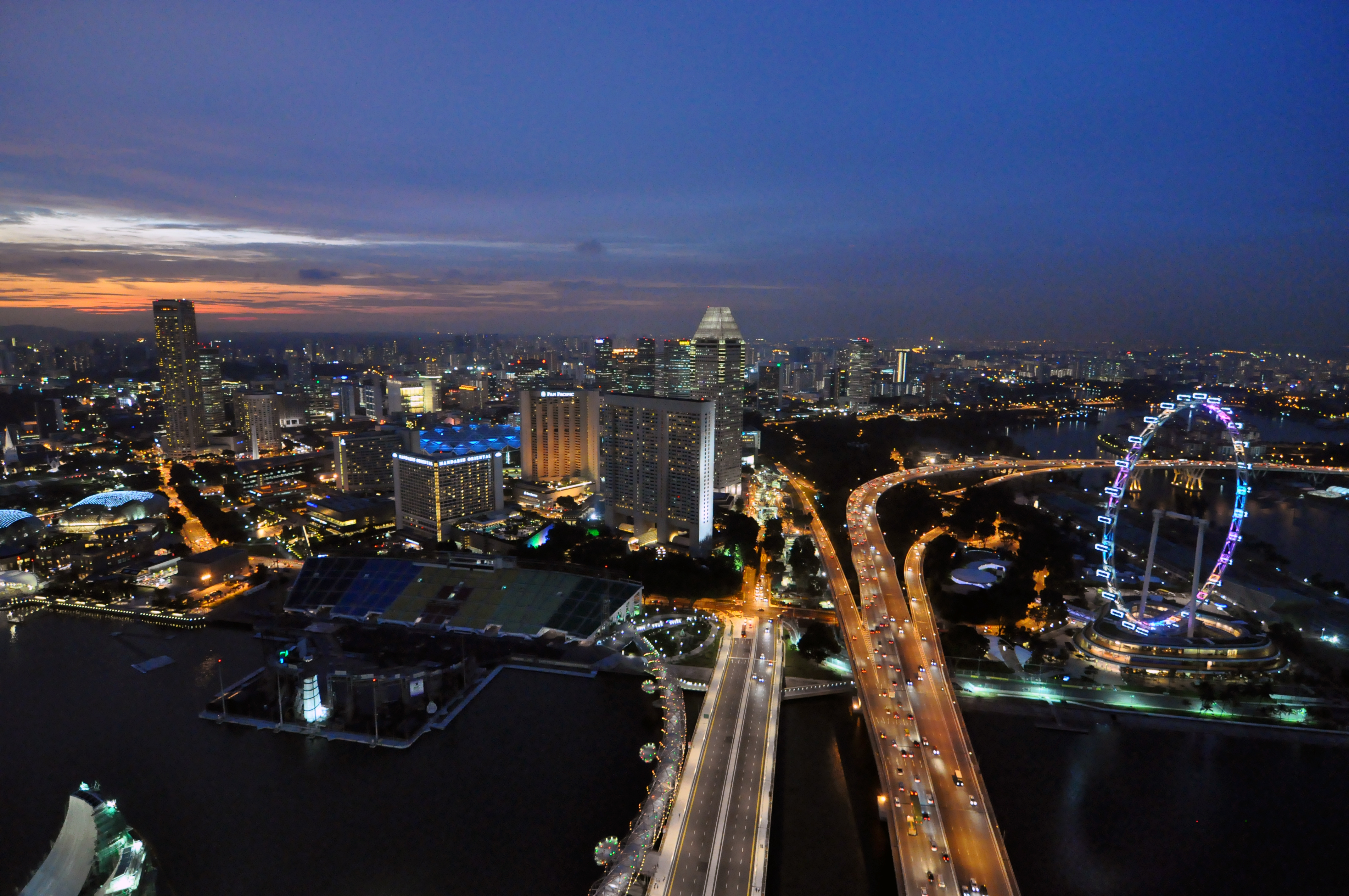
Vista de Singapore Flyer desde el SkyPark

El Marina Bay Sands es un complejo de edificios de Singapur, localizado frente a Marina Bay y desarrollado por Las Vegas Sands que está considerado como el casino independiente más costoso del mundo (valorado en US$ 5.700 millones, incluido el coste del solar).
El conjunto cuenta con tres torres hoteleras con 2.560 habitaciones, un centro de convenciones y exposiciones de 120.000 m², un centro comercial, un museo de Arte y Ciencia, dos teatros Arenas, seis restaurantes de cocineros de prestigio (celebrity chef), dos pabellones flotantes y un casino con 500 mesas y 1.600 máquinas tragamonedas. Las 20 hectáreas del complejo fueron diseñadas por Moshe Safdie Arquitectos y la ingeniería corrió a cargo de Arup y Parsons Brinkerhoff (MEP). Safdie también diseñó una ruta artística dentro del complejo, incorporando siete instalaciones de cinco artistas como Sol Lewitt, Antony Gormley y Zheng Chongbin, cuyas piezas incluyen efectos ambientales de luz, agua y viento, integrando el arte con la arquitectura.
El núcleo del complejo está formado por tres torres independientes de 55 plantas destinadas a hotel, coronadas por una única plataforma apoyada sobre ellas a modo de terraza abierta —de 340 m de largo y más de una hectárea de superficie— y que finaliza en uno de los lados en la mayor plataforma pública en voladizo del mundo, sobrevolando la torre norte unos 67 m.
La plataforma elevada se destina a un parque al aire libre, Sands Sky Park, que cuenta con la piscina elevada más larga del mundo, con un borde invisible de 150 m y situado a 200 m sobre el suelo, que tiene una capacidad de 3.900 personas. La piscina está construida con 181,6 toneladas de acero inoxidable y tiene una capacidad de 1440 m³ de agua. El Skypark también cuenta con restaurantes en la azotea, discotecas, jardines cientos de árboles y plantas y un observatorio público con vistas de 360 grados del skyline de Singapur.
El museo de Arte y Ciencia se construye junto a los tres bloques y tiene la forma de una flor de loto. Su techo será retráctil, proporcionando una cascada a través del techo del agua de lluvia recogida cuando esté cerrado por el día y con juegos de luces láser cuando se abra por la noche. 
Originalmente programado para abrir en 2009, Las Vegas Sands enfrentó retrasos causados por la escalada de costes de los materiales y la escasez de mano de obra desde el principio. La grave crisis financiera mundial también presionó a la compañía a retrasar sus proyectos en otros lugares para completar el complejo integrado, y el complejo fue inaugurado, oficialmente, con una celebración de dos días, el 23 de junio de 2014 a las 15:18, tras una apertura parcial a principios de abril. El museo, los teatros y los pabellones flotantes estaban todavía en construcción y fueron inaugurados en enero de 2015. 
A pesar de que Marina Bay Sands ha sido comparado en escala y costes de desarrollo con el CityCenter de MGM Mirage, este último es un desarrollo de uso mixto, con propiedades de condominios -que incluye tres de los siete edificios principales, en venta.
Hay cuatro juntas de dilatación bajo la piscina principal, diseñadas para hacerla compatible con el movimiento natural de las torres, y que permiten un desplazamiento total conjunto de 500 mm. Además del viento, las torres del hotel también están diseñadas para hacer frente a un posible asiento diferencial del terreno, por lo que los ingenieros han construido e instalado gatos hidráulicos para permitir el ajuste futuro en más de 500 puntos bajo el sistema de la piscina. Este sistema de elevación es importante sobre todo para garantizar que el borde invisible de la piscina permanezca horizontal y siga funcionando correctamente.
En 2014 se realizó allí el combate de artes marciales mixtas UFC Fight Night: Saffiedine vs. Lim.

## Galería

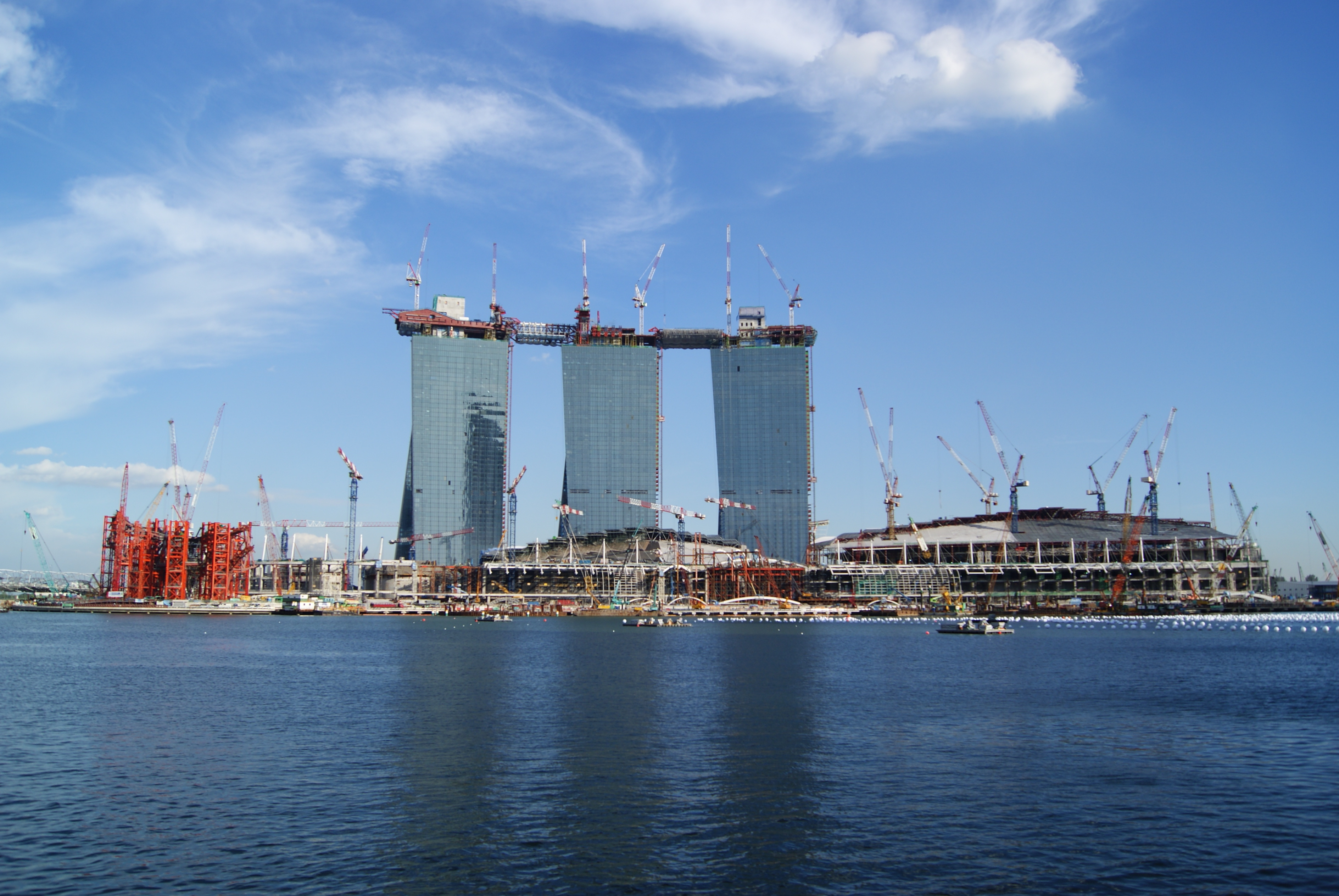
En construcción (2009).
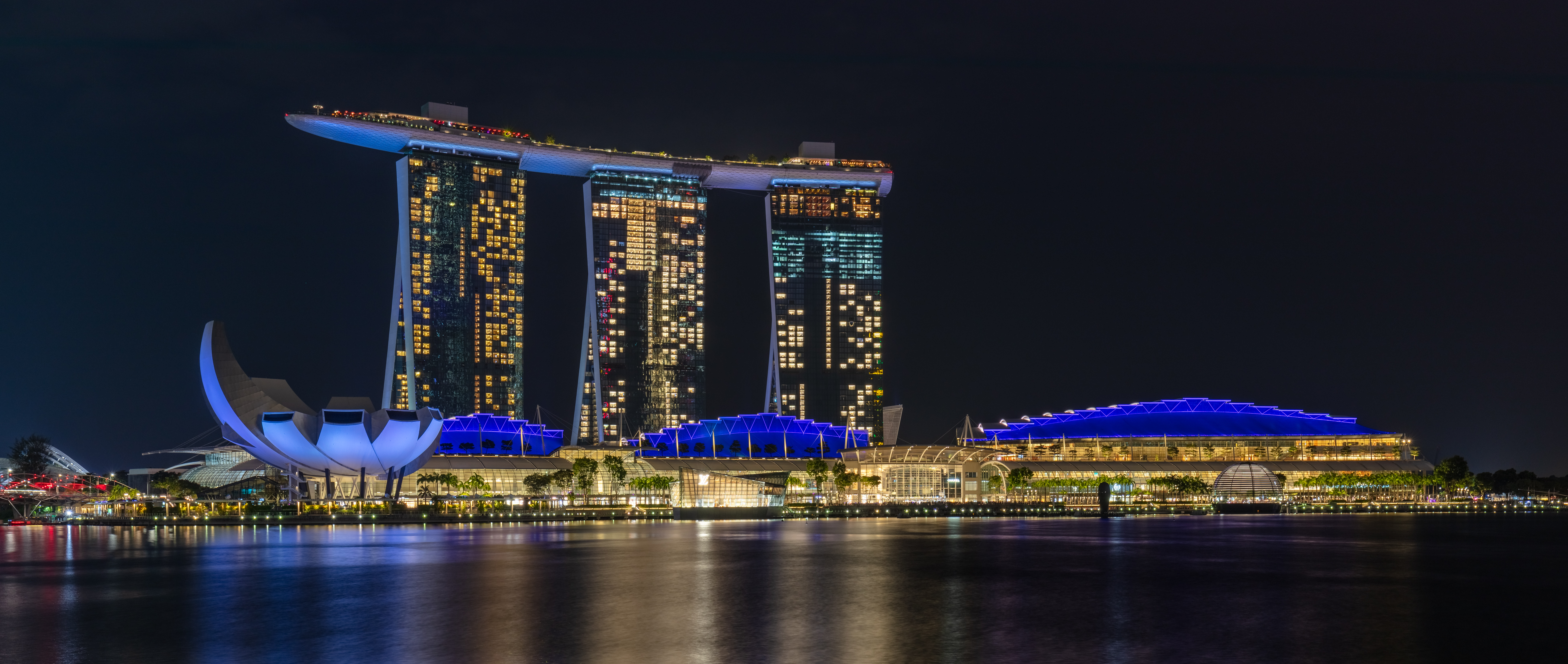
Vista nocturna (2023).
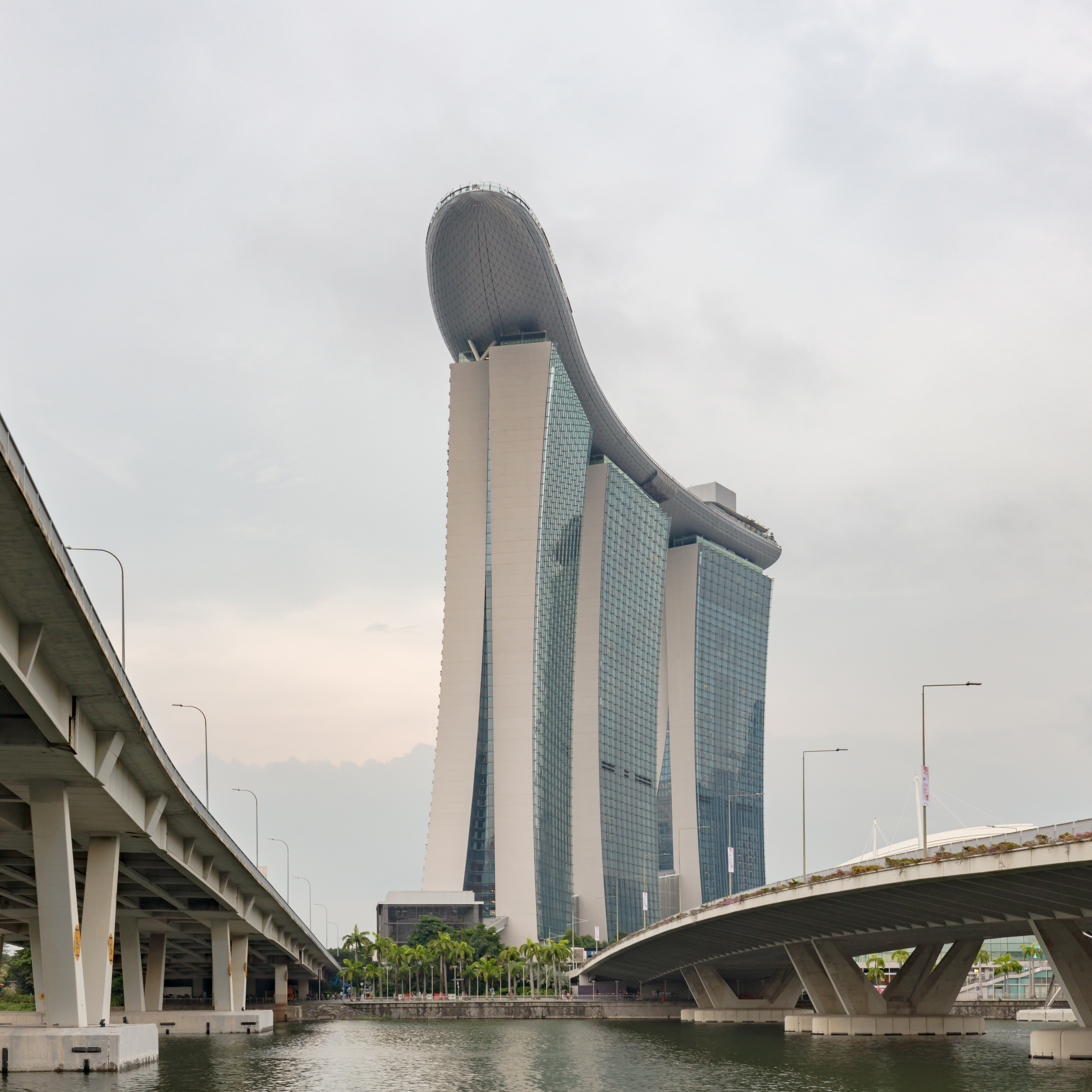
Vista frontal.
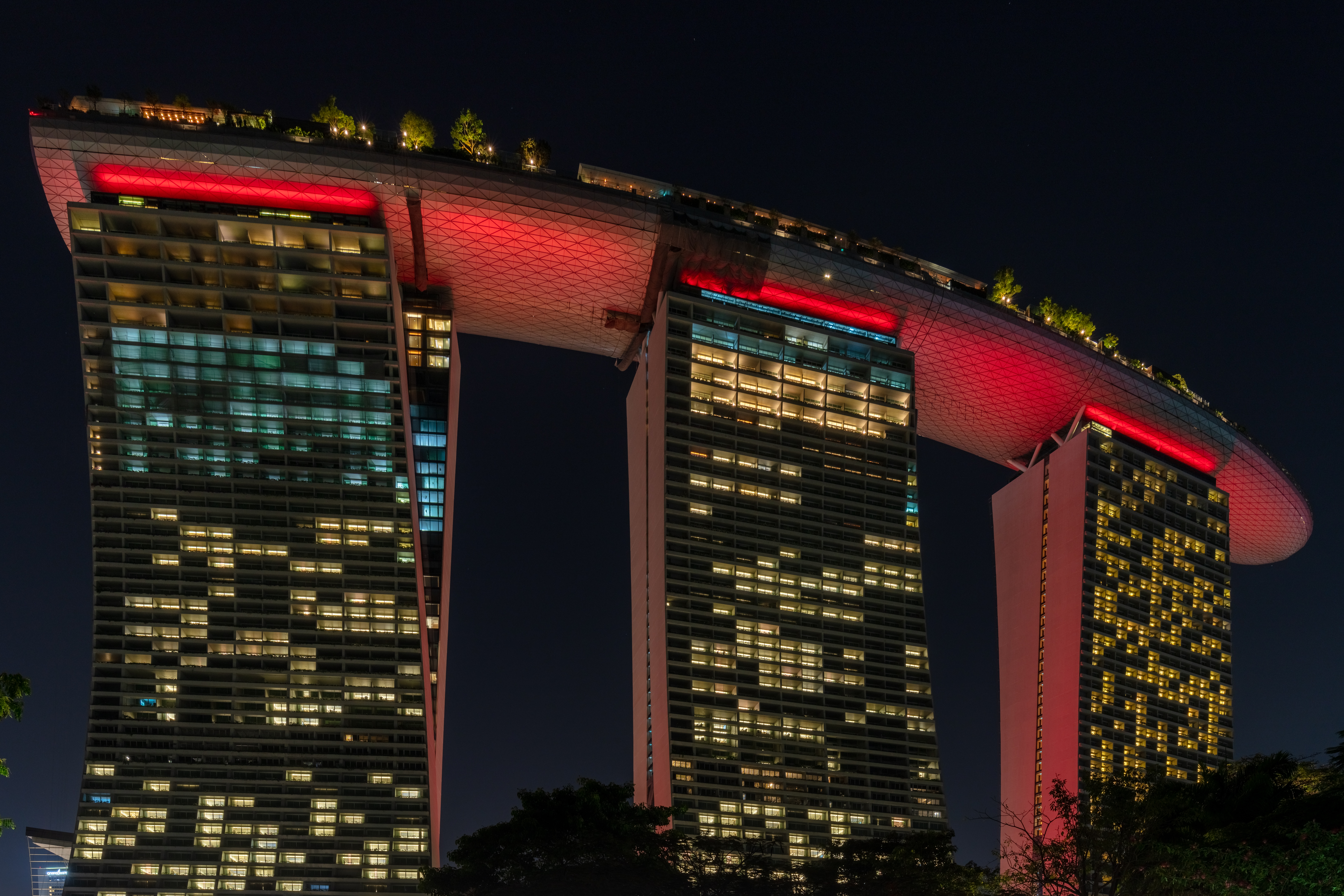
Vista inferior.
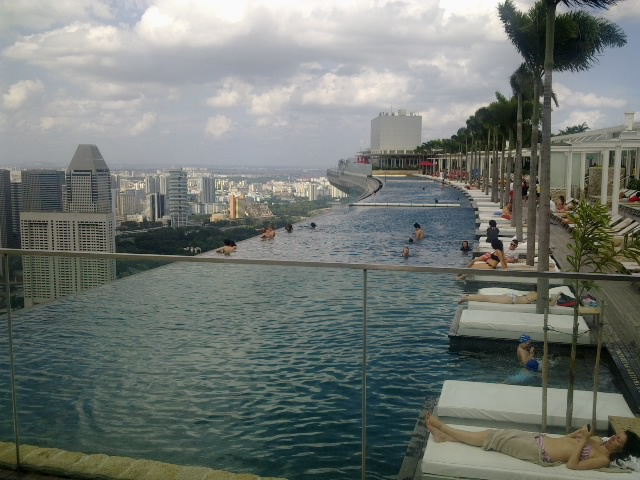
Vista de Sands Sky Park.